# Formel 2-EM

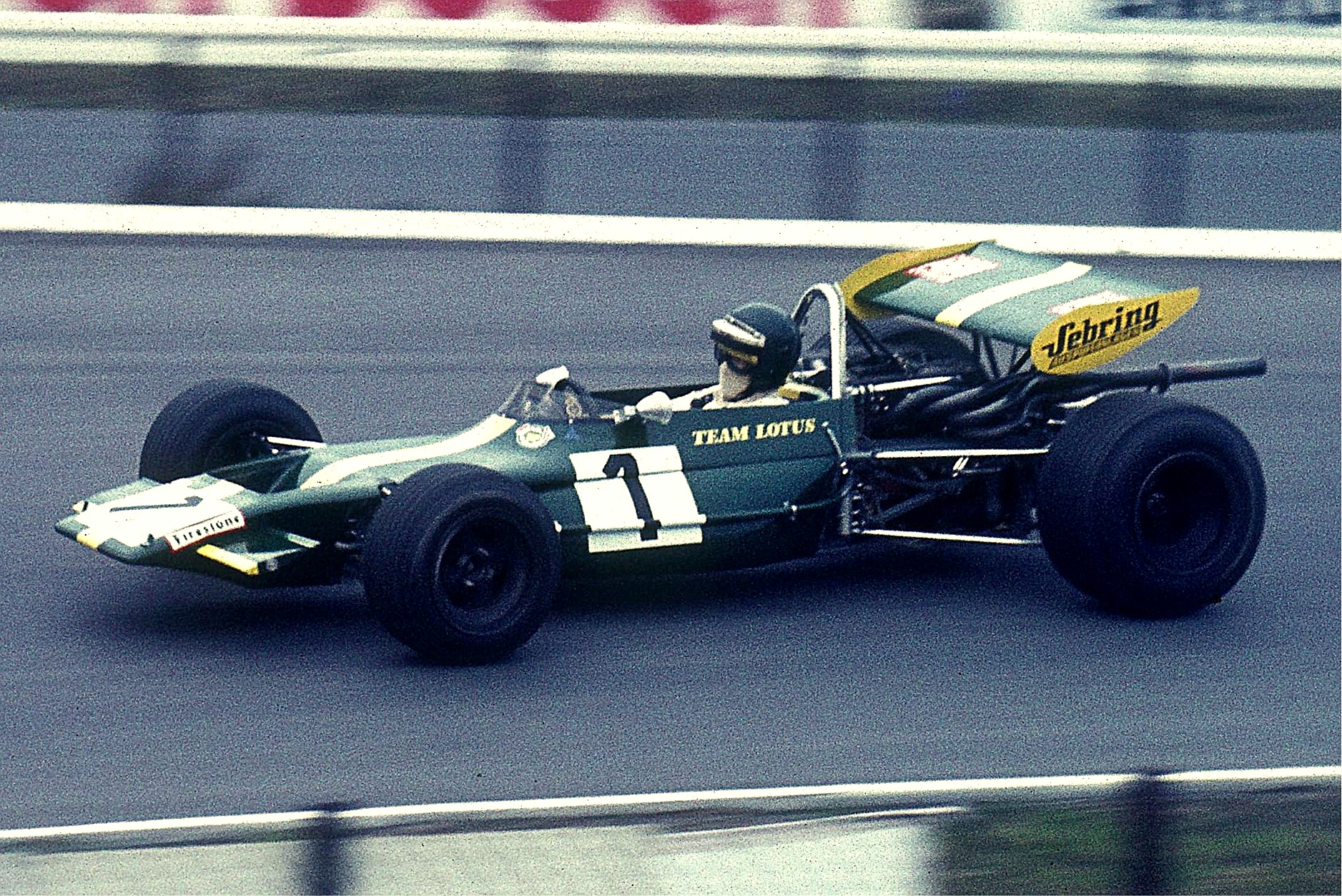
Jochen Rindt i Lotus på Nürburgring 1970.

Formel 2-EM var ett europamästerskap för formel 2-bilar.

## Säsonger
| År   | Mästare                          | Tillverkare |
| ---- | -------------------------------- | ----------- |
| 1967 | Jacky Ickx, Belgien              | Matra       |
| 1968 | Jean-Pierre Beltoise, Frankrike  | Matra       |
| 1969 | Johnny Servoz-Gavin, Frankrike   | Matra       |
| 1970 | Clay Regazzoni, Schweiz          | Tecno       |
| 1971 | Ronnie Peterson, Sverige         | March       |
| 1972 | Mike Hailwood, Storbritannien    | Surtees     |
| 1973 | Jean-Pierre Jarier, Frankrike    | March       |
| 1974 | Patrick Depailler, Frankrike     | March       |
| 1975 | Jacques Laffite, Frankrike       | Martini     |
| 1976 | Jean-Pierre Jabouille, Frankrike | Jabouille   |
| 1977 | René Arnoux, Frankrike           | Martini     |
| 1978 | Bruno Giacomelli, Italien        | March       |
| 1979 | Marc Surer, Schweiz              | March       |
| 1980 | Brian Henton, Storbritannien     | Toleman     |
| 1981 | Geoff Lees, Storbritannien       | Ralt        |
| 1982 | Corrado Fabi, Italien            | March       |
| 1983 | Jonathan Palmer, Storbritannien  | Ralt        |
| 1984 | Mike Thackwell, Nya Zeeland      | Ralt        |